# Smith & Wesson Model 60

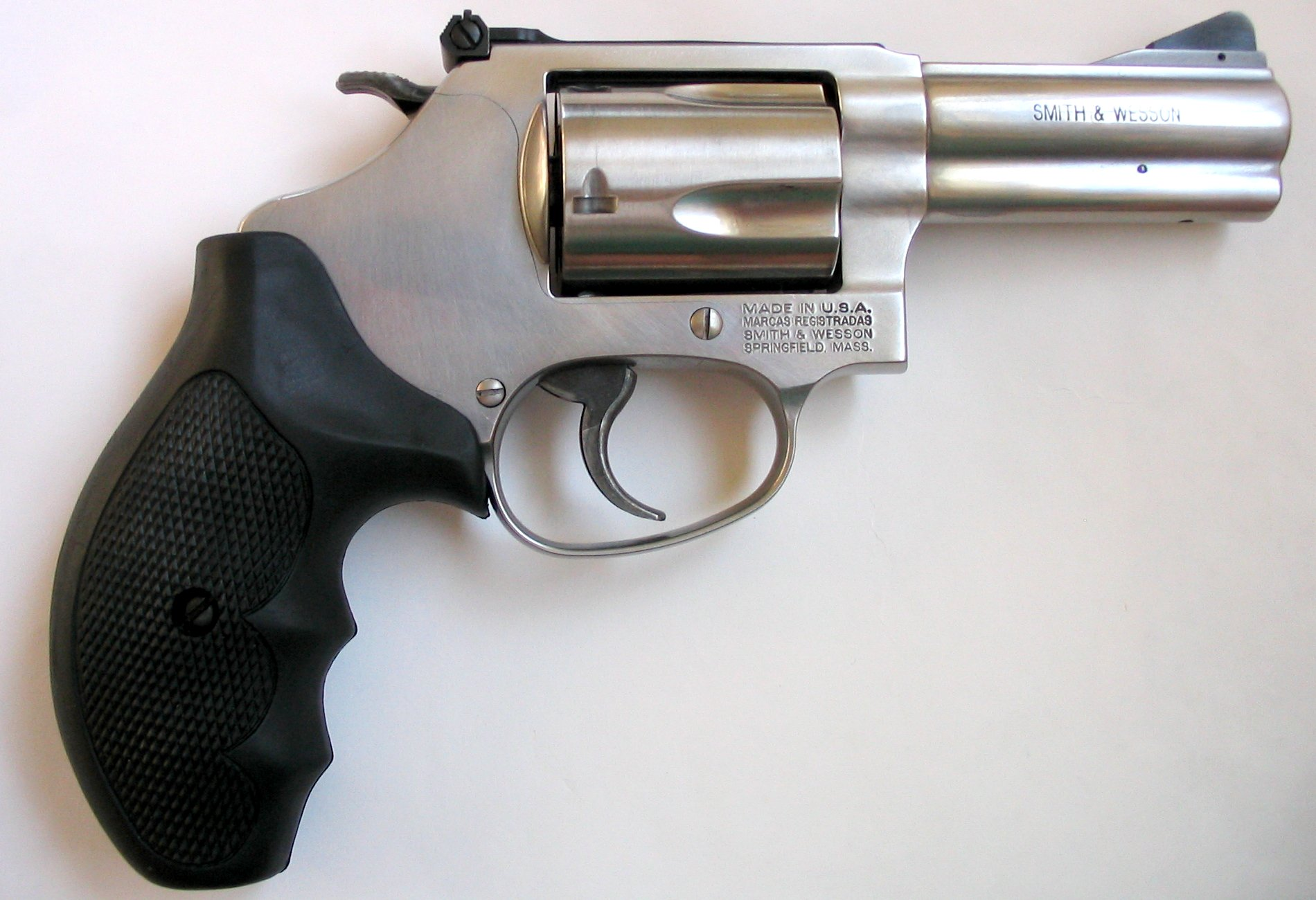
Um S&W Model 60, com cano de 3 polegadas

O Smith & Wesson Model 60, é um revólver, desenvolvido pela Smith & Wesson. Introduzido em 1965, ele tem capacidade de cinco tiros nos calibres .38 Special ou .357 Magnum. Ele foi o primeiro revólver produzido em aço inoxidável. Esse modelo se mostrou tão popular, que havia uma lista de espera de mais de seis mêses das lojas para adquiri-lo.[carece de fontes?]